# Звонят, откройте дверь
«Звонят, откройте дверь» — советский художественный фильм 1965 года режиссёра Александра Митты, дебют двенадцатилетней Елены Прокловой в кино.

## Сюжет
Ученица пятого класса Таня (Елена Проклова) влюблена в пионервожатого — десятиклассника Петю (Сергей Никоненко), и за это её дразнят в классе. Отец Тани — геолог; её мать уехала к нему на некоторое время, оставив дочь под присмотром соседки по квартире. Чтобы понравиться пионервожатому, Таня погружается в общественную работу, и ей поручают найти «интересного человека» — одного из первых пионеров.
Во время поисков она знакомится со своим сверстником Генкой (Витя Косых) и его странноватым отчимом Павлом Васильевичем Колпаковым (Ролан Быков), который помогает ей в этих поисках. Он приводит Таню к известному музыканту Коркину. Тот обещает ей прийти к ним на сбор, посвящённый первым пионерам, но забывает, что скоро у него гастроли. Увидев как-то в руках вожатого коньки, Таня просит Генку научить её на них кататься. Вечером они идут на каток, где она видит Петю в компании с одноклассницей. Расстроившись, она уходит с катка и возвращается домой. Там её встречает неожиданно приехавшая мать.
Когда становится известно, что музыкант Коркин уехал на гастроли и не сможет прийти на сбор, Таня видит в этом отмщение вожатому-«изменнику»: именно Петя отвечает за проведение пионерского сбора. Перед сбором Таня приходит в оркестр к Колпакову и сообщает ему, что Коркин уехал, и она не знает, что теперь делать. Колпаков рассказывает ей о талантливом мальчике-горнисте, одном из первых пионеров, жившем с ним по соседству. То знакомство настолько повлияло на Колпакова, что он стал профессиональным музыкантом. Таня уговаривает Колпакова прийти на сбор и рассказать эту историю всем.
Перед началом сбора Таня просит Петю позволить Колпакову выступить, но тот ей отказывает, и она уже окончательно разочаровывается в нём: формалист, из карьерных соображений ни на шаг не отступит от установленных правил.
На сборе горнист играет ужасно. Колпаков, не выдержав, неожиданно выходит на сцену и начинает рассказывать о том своём знакомом, пионере-горнисте, который потом погиб в годы Великой Отечественной войны. Все поражены драматичностью судьбы юного героя, вожатый записывает рассказ Колпакова в блокнот, а школьники слушают музыканта с интересом. В конце своего выступления он подносит горн к губам — и огромный зал наполняется звуками.

## В ролях
| Актёр                 | Роль                                      |
| --------------------- | ----------------------------------------- |
| Елена Проклова        | Таня Нечаева (главная роль)               |
| Ролан Быков           | отчим Гены Павел Васильевич Колпаков      |
| Владимир Белокуров    | скрипач Сергей Петрович Коркин            |
| Сергей Никоненко      | пионервожатый Петя Крючков                |
| Оля Семёнова          | Лена Орлова                               |
| Виктор Косых          | Генка Дресвянников                        |
| Витя Сысоев           | Толя Бордуков                             |
| Арина Алейникова      | учительница русского языка                |
| Леонид Вейцлер        | эпизод                                    |
| Валентина Владимирова | вахтёрша в театре                         |
| Александра Денисова   | гардеробщица в театре                     |
| Олег Ефремов          | отец Гены, алкоголик Василий Дресвянников |
| Антонина Максимова    | Вера Викторовна Иванова                   |
| Элла Некрасова        | жена Коркина                              |
| Люсьена Овчинникова   | мать Тани Нечаевой                        |
| Ия Саввина            | мать Гены                                 |
| Миша Метёлкин         | Базеев                                    |

## Съёмочная группа
- Автор сценария — Александр Володин
- Режиссёр — Александр Митта
- Главный оператор — Александр Панасюк
- Главный художник — Пётр Киселёв
- Композитор — Вениамин Баснер

## Призы и награды
- Большой приз «Лев святого Марка» на международном кинофестивале детских фильмов в Венеции на XVIII МКФ в 1966 году.